# Kraaierspoel
De Kraaierspoel, Gronings: Kraaierspoul, was een meerstal te Siddeburen. Het lag ten zuidwesten van Wilderhof in het streekje Oosterweeren, in een gebied dat ruim 2 meter onder de zeespiegel ligt. Het meertje wordt genoemd in 1615 als Kreijers poell en in 1779 als Kraierspoel. Op de oudste kadasterkaarten van 1832 staan enkele percelen moerasland vermeld, samen 7 hectare groot. De topografische kaart tekent het moeras Kraaijerspoel rond 1850 iets noordelijker.
Over dit meertje werden sterke verhalen verteld. Iedere nacht was hier een man genaamd Òl Loman in het riet te vinden die het plasje met een bodemloos vat moest leegscheppen. Dit als straf voor wat hij had misdaan. In een andere versie van het verhaal heette hij Jan Geerts en kon hij na zijn dood 's nachts geen rust vinden. De dominee zou hem hebben aangeraden het meertje leeg hozen. Een zekere Stientje van Kraaierspoul was helderziend: ze zag hooioppers in het Proostmeer lang voordat er over inpoldering gepraat werd. Ook voorspelde ze dat mensen "op zeefkes" door de lucht zouden vliegen.
De naam van de plas leeft voort in die van het nieuw gegraven Kraaijersmaar.